# Mansión de Skaistkalne
La Mansión de Skaistkalne, también llamada Mansión de Šēnberga (en letón: Skaistkalnes muiža; en alemán: Gut Schönberg), es una casa señorial en la región histórica de Zemgale, en Letonia. Se localiza en la población de Skaistkalne cerca del río Mēmele en la frontera de Letonia y Lituania.

## Historia
El centro económico de Skaistkalne históricamente ha sido una mansión. El complejo aún tiene una mansión, un granero, un molino a orillas del río Mēmele y un puente de piedra. El primer propietario de la Mansión de Skaistkalne en 1489 fue Heinrich Schoenberg, a quien se le concedió la finca de manos del maestre de la Orden de Livonia Freitag-Loringhofen. El nombre de la mansión se originó del nombre del propietario que luego se hizo letón. En torno a 1650 la mansión fue comprada por Johann von Berg-Carmel, quien en 1658 inició la construcción de una iglesia católica. En 1738 la mansión de Skaistkalne fue comprada por Nikolaus von Korff, el propietario de las mansiones de Priekule y Asīte y la Mansión de Brukna, que se localiza a unos 20 kilómetros de Skaistkalne. La mansión permaneció en posesión de la familia noble Korff hasta la Reforma Agraria Letona en la década de 1920.
El edificio fue erigido entre 1893 y 1894, según el proyecto del arquitecto Max Paul Berchi. Fue convertida en escuela primaria en la década de 1920, y ahora alberga la escuela secundaria de Skaistkalne. Una lujosa chimenea y fragmentos de elementos decorativos han sobrevivido.